# モラエス (小惑星)
モラエス (63068 Moraes) は、小惑星帯に位置する小惑星。徳島県のアマチュア天文家、前野拓が宍喰町で発見した。
徳島市で暮らしたポルトガルの外交官・文筆家、ヴェンセスラウ・デ・モラエスから命名された。